# 島袋正雄
島袋 正雄(しまぶくろ まさお、1922年9月25日 - 2018年4月24日）は、沖縄県国頭郡東村慶佐次出身。
国の重要無形文化財「琉球古典音楽」の保持者（人間国宝）に認定された。

## 来歴・人物
宮平三栄に師事。1954年から野村流の修業を始め、1968年に師範免許を受ける。
沖縄本土復帰の年である1972年には県指定無形文化財伝統舞踊技能保持者に認定される。
1974年から1984年まで野村流音楽協会の会長も務めた。
その後も国立劇場などで独奏会をかさね、2000年5月、照喜名朝一と共に沖縄の芸能部門としては初の人間国宝に認定された。
出身地である慶佐次の公民館前には、「島袋正雄師之像」が建てられている。
2017年に落成した東村文化・スポーツ記念館は、東村出身者の業績を紹介する記念館であるが、島袋正雄の展示も含まれている。
2018年1月21日には数え年97歳のカジマヤー祝賀会が那覇市のANAクラウンプラザホテル沖縄ハーバービューで行われたものの、同年4月24日午前1時10分に肺炎のため沖縄県うるま市の病院で死去。享年95（数え年97）。叙従五位。

## 関連人物
- 照喜名朝一